# Doris (S643)
Doris (S643), fue uno de los once submarinos de la clase Daphné. Fue el tercer submarino de la Armada francesa que llevó ese nombre. Estuvo en servicio desde 1964 hasta 1994.

## Hundimiento
El Doris fue dado de baja el 18 de noviembre de 1994. Fue desmantelado el 20 de agosto de 1996 y luego designado para ser utilizado como barco objetivo.
El 25 de junio de 1999, el casco del Doris se hundió accidentalmente sin nadie a bordo en 939 metros (3081 pies) de agua en el mar Mediterráneo frente a la isla de Levant de Francia a 43.1028333°N 006.5726667°E mientras estaba sumergido a poca profundidad para su uso como blanco naval en un lanzamiento de prueba del nuevo torpedo antisubmarino MU90 Impact.